# Kappelen, Haut-Rhin
Kappelen je občina v departmaju Haut-Rhin francoske regije Alzacija.
Leta 1990 je v občini živelo 412 oseb oz. 80 oseb/km².